# Arantxa Unda
Arantxa Unda (Madrid, 1987) es una empresaria española directora de SIGESA, empresa de software médico. En 2017, fue elegida por la revista Forbes como la persona, menor de treinta años, más influyente en el ámbito de ciencia y salud.

## Trayectoria
Nació en Madrid y se graduó en Ciencias Empresariales Internacionales en la Universidad Pontificia de Comillas ICAI-ICADE en 2009. Desarrolló su carrera profesional en el ámbito financiero en los bancos de inversión Goldman Sachs (Nueva York) y Morgan Stanley (Londres). Cursó un MBA en Escuela de negocios Harvard en Boston donde recibió una beca de la Universidad de Harvard (2013-2015). En julio de 2015, volvió a España para dirigir SIGESA reorientando así su carrera profesional.
Desde 2015, Unda es consejera delegada de Sistemas de Gestión Sanitaria (SIGESA), empresa de software médico orientada al desarrollo, distribución e implantación de tecnología de ayuda a la gestión sanitaria y la toma decisiones clínicas. SIGESA utiliza los datos generados por los pacientes y sistemas de gestión para mejorar la gestión y calidad sanitaria. En su trabajo destaca la apuesta por el área de investigación y desarrollo (I+D).

## Reconocimientos
En 2017, fue elegida por la revista Forbes como la persona, menor de treinta años, más influyente en el ámbito de ciencia y salud. Dos años después, en 2019, Unda recibió el Premio Innovación y Emprendimiento Femenino, que otorga la Federación Española de Mujeres Directivas, Ejecutivas, Profesionales y Empresarias (FEDEPE).